# Sint-Hilariuskerk (Mullem)

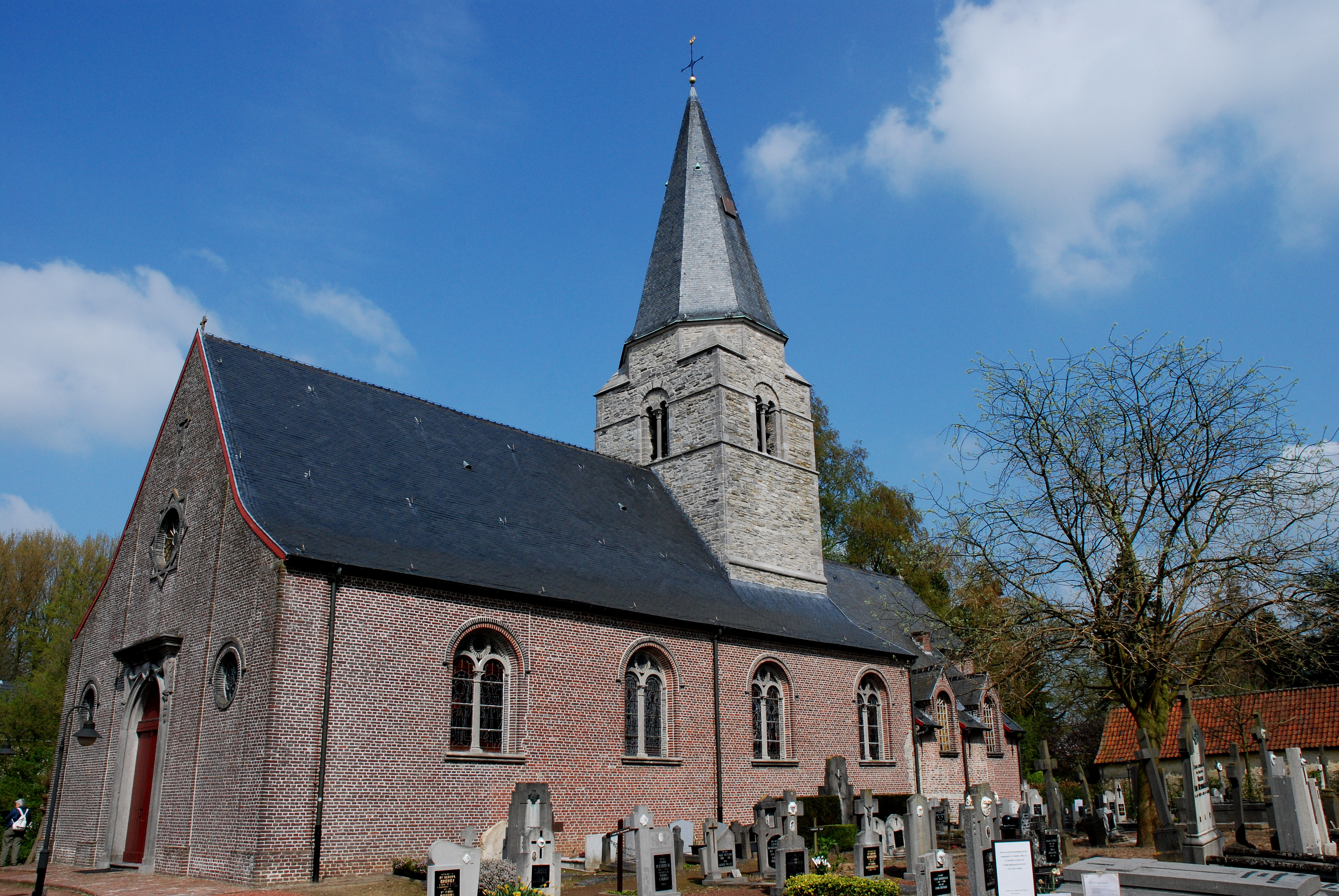
Sint-Hilariuskerk

De Sint-Hilariuskerk is de parochiekerk van de tot de Oost-Vlaamse gemeente Oudenaarde behorende plaats Mullem, gelegen aan de Mullemstraat.

## Geschiedenis
In de 12e eeuw werd een driebeukige romaanse kerk gebouwd die mogelijk een houten voorganger had. Het patronaatsrecht behoorde aan het Onze-Lieve-Vrouwekapittel te Doornik.
Omstreeks 1615-1625 werd het koor en het schip van de oorspronkelijke kerk aangepast. Einde 18e eeuw werd veel kerkmeubilair aangeschaft dat afkomstig was uit de in 1783 opgeheven Abdij van Beaulieu. Omstreeks 1817 werd een laat 18e eeuws westportaal aangebouwd dat afkomstig was van het toen gesloopte Kasteel van Huise. Van 1858-1861 werd de kerk verbouwd en vergroot.
In 1952 werd de toren afgebroken en herbouwd met de originele stenen, waarbij versterkende constructies werden aangebracht. Toen einde jaren '70 van de 20e eeuw de vloer werd uitgebroken werden opgravingen verricht waarbij fundamenten van de romaanse voorganger en fragmenten van een gotische vloer werden gevonden.

## Gebouw
Het betreft een driebeukige transeptloze kerk met een romaanse kern, uitgevoerd in Doornikse breuksteen en voorzien van een middentoren op vierkante plattegrond die een achtkante spits heeft.
De kerk wordt omringd door een kerkhof.

## Interieur
Er is een mogelijk 16e-eeuws kruisbeeld. De preekstoel is 18e-eeuws en het orgel draagt het jaartal 1768. In de 20e eeuw werd dit uitgebreid. Het zwartmarmeren doopvont is van 1777.
De kerk bezit enkele grafmonumenten waaronder een zeer oude grafzerk voorzien van een Grieks kruis, mogelijk van de 8e of 9e eeuw. Verder zijn er grafzerken van de 16e-18e eeuw. Het merendeel van het kerkmeubilair is echter neogotisch en stamt uit de 2e helft van de 19e eeuw.